# Panzerkampfwagen IV Ausführung H
Pour un article plus général, voir Panzerkampfwagen IV.
Le Panzerkampfwagen IV Ausführung H est un char moyen, sous-version du Panzer IV, utilisé par les forces armées du Troisième Reich pendant la Seconde Guerre mondiale.

## Histoire
L’origine du Panzerkampfwagen IV Ausführung H remonte à novembre 1940, lorsque le Wa Prüf 6 décide d’introduire à partir de la huitième série du Panzer IV une nouvelle tourelle, dite B.W. 40. Cette tourelle, qui n’existe alors que sur le papier, doit être de forme différente de la précédente, être étanche pour permettre l’immersion du véhicule et son entraînement doit être hydraulique plutôt qu’électrique. Le développement de cette tourelle prend cependant du retard et il est estimé en avril 1942 qu’il ne sera pas possible de la mettre en production avant 1943 au plus tôt. Entretemps, l’introduction de manière imprévue du canon 7,5-cm KwK 40 L/43 a modifié l’ordonnancement initial des séries, le Panzerkampfwagen IV Ausführung F2 devenant la huitième série sous le nom de Panzerkampfwagen IV Ausführung G. Le modèle qui aurait dû être la huitième série devient ainsi la neuvième, numérotée 9./B.W.
Cette neuvième série perd toutefois en grande partie sa raison d’être lorsque la tourelle B.W.40 est abandonnée en juillet 1942. Elle est ainsi transformée en décembre 1942 en un ambitieux programme de modernisation du Panzer IV Ausf. G. La version G ayant considérablement amélioré l’armement, ce programme se concentre sur le blindage, qui est entièrement repensé : le glacis et les côtés sont redessinés pour que les plaques soient fortement inclinées afin de favoriser les ricochets, tandis que l’épaisseur du toit et du plancher sont augmentés. La mobilité n’est pas oubliée et il est prévu de renforcer le train de roulement et d’élargir les chenilles pour améliorer les performances tout-terrain. Il apparaît cependant rapidement que ces projets sont irréalistes : les vingt-cinq tonnes de la version G sont déjà sept tonnes de plus que ce pourquoi la transmission a été conçue et les améliorations augmenteraient encore la masse

### Données techniques
| Longueur hors tout         | 7,02 m      |
| Largeur hors tout          | 2,88 m      |
| Hauteur                    | 2,68 m      |
| Longueur de contact au sol | 3,52 m      |
| Garde au sol               | 0,40 m      |
| Masse en ordre de combat   | 25 000 kg   |
| Pression au sol            | 0,89 kg/cm² |

| Motorisation                           | Maybach HL120 TRM              |
| Puissance                              | 265 ch à 2600 tours par minute |
| Puissance massique                     | 10,6 ch/t                      |
| Transmission                           | ZF S.S.G. 76                   |
| Suspension                             | Ressorts à lames               |
| Type de carburant                      | Essence                        |
| Contenance des réservoirs de carburant | 470 L                          |
| Vitesse maximale sur route             | 38 km/h                        |
| Vitesse de croisière sur route         | 25 km/h                        |
| Vitesse de croisière hors route        | 20 km/h                        |
| Autonomie sur route                    | 210 km                         |
| Autonomie hors route                   | 130 km                         |
| Franchissement hauteur                 | 0,60 m                         |
| Franchissement largeur                 | 2,3 m                          |
| Franchissement profondeur              | 0,80 m                         |
| Franchissement pente                   | 30°                            |

| Caisse glacis haut         | 20 mm à 70°         |
| Caisse glacis bas          | 80 mm à 12°         |
| Caisse avant               | 80 mm à 9°          |
| Caisse côtés               | 30 mm à 0°          |
| Caisse arrière             | 20 mm à 10°         |
| Caisse toit                | 10 mm à 88°         |
| Plancher                   | 10 mm à 90°         |
| Tourelle avant             | 50 mm à 10°         |
| Tourelle côtés             | 30 mm à 25°         |
| Tourelle arrière           | 30 mm à 16-24°      |
| Tourelle toit              | 16-25 mm à 84-90°   |
| Tourelleau du chef de char | 30-100 mm (arrondi) |

| Armement principal                       | 7,5 cm Kw.K.40 L/48 en tourelle                |
| Traverse/Élévation armement principal    | 360° électrique ou manuel / -10° à +20°        |
| Viseur                                   | TZF 5f                                         |
| Munitions armement principal             | 87 obus                                        |
| Armement secondaire 1                    | Une mitrailleuse MG34 coaxiale                 |
| Traverse/Élévation armement secondaire 1 | 360° électrique ou manuel / -10° à +20°        |
| Armement secondaire 2                    | Une mitrailleuse MG34 de proue                 |
| Traverse/Élévation armement secondaire 2 | 15° de chaque côté / -10° à +20°               |
| Munitions armement secondaire            | 3150 cartouches 7,92 mm S.m.K en bandes de 150 |
| Radio                                    | Fu 5 et Fu 2                                   |